# Sebastián Pinto
Sebastián Pinto Perurena (ur. 5 lutego 1986) – chilijski piłkarz grający na pozycji napastnika. Od 2016 jest piłkarzem Quilmes AC.
W 2006 roku zadebiutował w reprezentacji Chile, w nieoficjalnym meczu towarzyskim z reprezentacją Aragonii. Do reprezentacji powrócił w 2011 i trafił hat-tricka w meczu towarzyskim z Paragwajem.
W 2012 roku podpisał kontrakt z Bursasporem.